# Напад у Бугојну 2010.
Терористички напад у Бугојну је назив за терористичку акцију групе вахабија која се десила 27. јуна 2010. године у Бугојну. У овој терористичкој акцији коју су починили припадници вахабијског покрета је убијен полицајац Тарик Љубушкић.

## Терористички напад
Група припаднија вахабијског покрета је подметнула експлозив на паркингу испред станице полиције Федерације БиХ у којој се налазио и полицијац Тарик Љубушкић. Припадник вахабијског покрета у Бугојну Харис Чаушевић звани Окс је ујутро 27. јуна 2010. подметнути експлозив активирао даљинским управљачем и убио полицајца Тарика Љубушкића. Затим је бацио ручну гранату на групу полицајаца и ранио шест припадника МУП-а Федерације БиХ, те након тога покушао да побјегне. Јачина експлозије је уништила свих десет аутомобила на паркингу испред полицијске станице, а од силине детонације су разбијена сва прозорска стакла на зградама у радијусу од 300 m. Полицијска станија је уништена. Полиција Федерације БиХ је убрзо након експлозије блокирала град, након чега је у Бугојно стигао велики број стручњака западних обавјештајних агенција које се већ десет година баве истрагом исламиста. Током полицијске истраге након терористичког напада је иза уништене зграде полицијске станице пронађена врећа експлозива.
| „                   | Било је страшно. Људи су изашли на улице да виде шта се дешава. Град је под опсадом. Полиција је размјештена по цијелом граду. | ” |
| — Становник Бугојна | |   |

### Повод за напад
Повод за напад вахабија на полицијску станицу МУП-а Федерације БиХ је био исламски вјерски скуп на коме су се мјешали жене и мушкарци. Овај скуп према писању интернет портала „Пут вјерника“ који одржавају вахабије из Горње Маоче није одобрен од стране вахабија које га сматрају неутемељеним у исламу.
| „                                                 | То је једна негативна новотарија (бидат) у вјери која је забрањена... Када се овом негативном чину дода још и мијешање мушкараца и жена, недолично неисламско облачење и понашање и друге неисправности које се дешавају том приликом, а које нико не спрјечава нити отклања, ствар бива још гора. | ” |
| — „Пут вјерника“ (портал вахабија из Горње Маоче) | |   |

## Оптужени за тероризам
Тројица оптужених за тероризам су Харис Чаушевић, Аднан Харачић и Насер Палисламовић, док су Емин Османагић, Харис Шпаго и Неџад Кешко оптужени за помоћ починиоцима након учињеног кривичног дјела.

### Харис Чаушевић
Харис Чаушевић је и раније привођен ради више кривичних дјела. На интернету је промовисао књигу радикалног исламисте Алвара Ал Авлакија кога је амерички Стејт департмент означио као припадника Ал Каиде. У Исламском центру у џамији у Бугојну је извршио вербални напад на Сулејмана Тихића за „слање војске у Ирак да гине за америчке интересе“, а након тога напустио џамију уз повик: „Живјела Ал-Каида“.